# Leierchischte
Leierchischte war eine Schweizer Kinderband, sie wurde im Jahr 1999 von den Berner Oberländer Musikern und Liedermachern Roland Schwab und Ueli von Allmen gegründet. Sie spielten auf Theaterbühnen, bei Open Airs und in Schulen, arbeiteten u. a. mit Trudi Gerster, Hanspeter Müller-Drossaart, Lorenz Pauli, Jolanda Steiner, Ritschi zusammen.
2013 wurde die Band zusätzlich mit den beiden Musikern Andreas (Hunzi) Hunziker (Keyboard) und Alexander (Bali) Balajew (Schlagzeug) als Leierchischte XXL ergänzt. Im Jahr 2017 wurde Leierchischte aufgelöst. 

## Diskografie
- 1999: CD Leierchischte di Roti. Neuauflage 2006.
- 2004: CD Leierchischte di Blaui
- 2005: CD Mondbär Roland Schwab und Jolanda Steiner und Leierchischte
- 2006: CD Küss doch dyni Gummibäre Roland Schwab und  Lorenz Pauli und Leierchischte
- 2008: CD Pilu mit Jolanda Steiner und Leierchischte
- 2011: CD Leierchischte Muh